# Mercury 3
För andra betydelser, se Mercury.
Mercury 3 var NASA:s första bemannade färd till rymden i kastbanefärd. Astronauten Alan Shepard flög ombord i kapseln Freedom 7. Färden genomfördes 5 maj 1961 och varade i 15 minuter och 22 sekunder. Farkosten sköts upp med en Redstone-raket från Cape Kennedy Air Force Station.

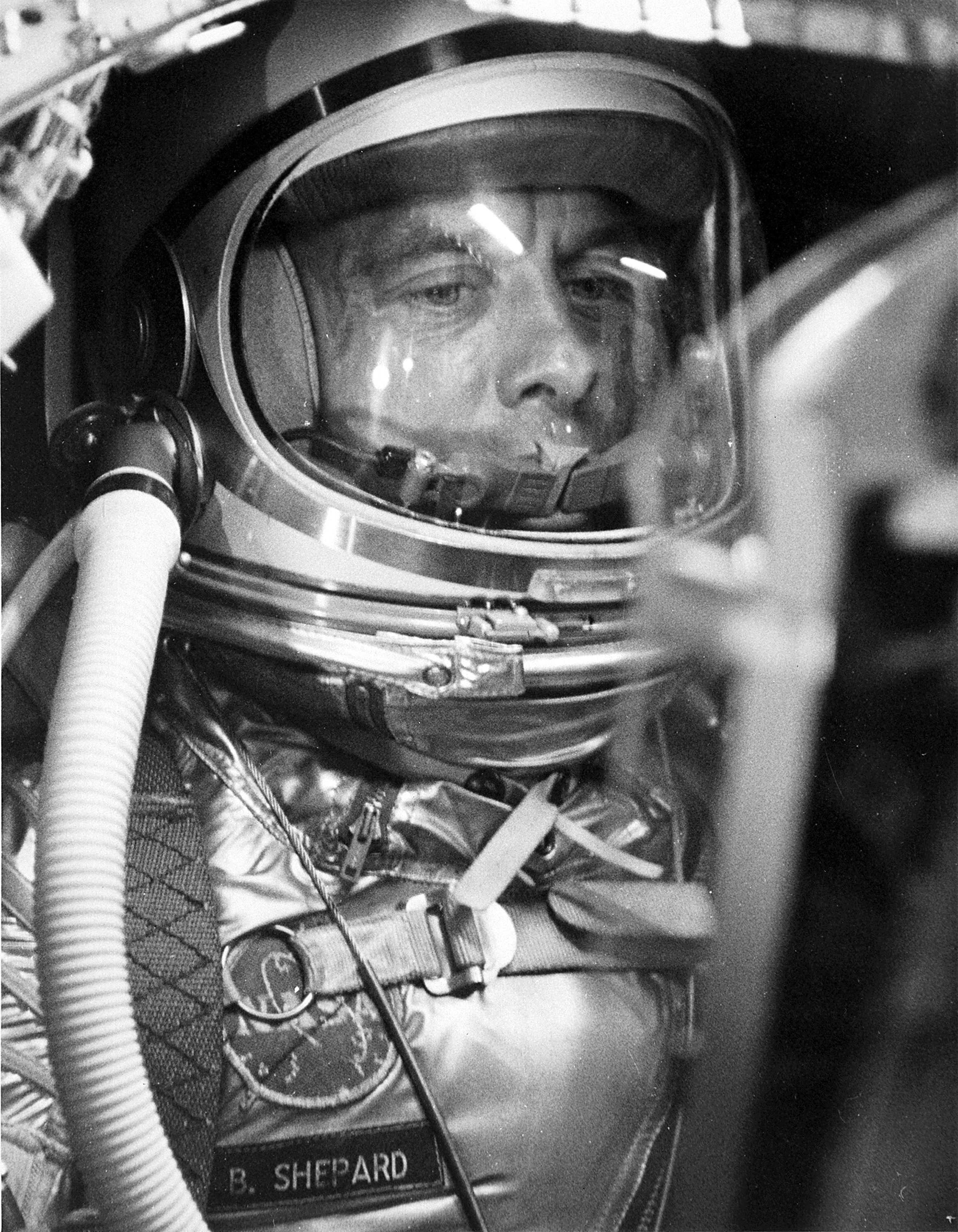
Shepard på Freedom 7.

### Fotnoter
1. ↑  NASA Space Science Data Coordinated Archive Arkiverad 14 augusti 2016 hämtat från the Wayback Machine., läst 10 juli 2016.